# Садовое (Березовский район)
Садовое (укр. Садове) — село, относится к Березовскому району Одесской области Украины.
Население по переписи 2001 года составляло 181 человек. Почтовый индекс — 67341. Телефонный код — 4856. Занимает площадь 0,324 км². Код КОАТУУ — 5121281003.

## Местный совет
67341, Одесская обл., Березовский р-н, с. Виноградное, ул. Ленина, 44